# Різниця гауссіанів
У науці про зображення різни́ця гауссіа́нів (РГ, англ. difference of Gaussians, DoG) — це алгоритм поліпшування ознак, який полягає у відніманні однієї гауссово розмитої версії первинного зображення від іншої, менш розмитої. У простому випадку зображень у відтінках сірого розмиті зображення отримують згортанням первинних зображень у відтінках сірого з гауссовими ядрами, які мають різну ширину (стандартні відхилення). Розмивання зображення гауссовим ядром пригнічує лише високочастотну просторову інформацію. Віднімання одного зображення від іншого зберігає просторову інформацію, що лежить всередині діапазону частот, які зберігають на двох розмитих зображеннях. Тож РГ — це просторовий смуговий фільтр, який послаблює частоти первинного зображення у відтінках сірого, далекі від центру смуги.

## Математика різниці гауссіанів

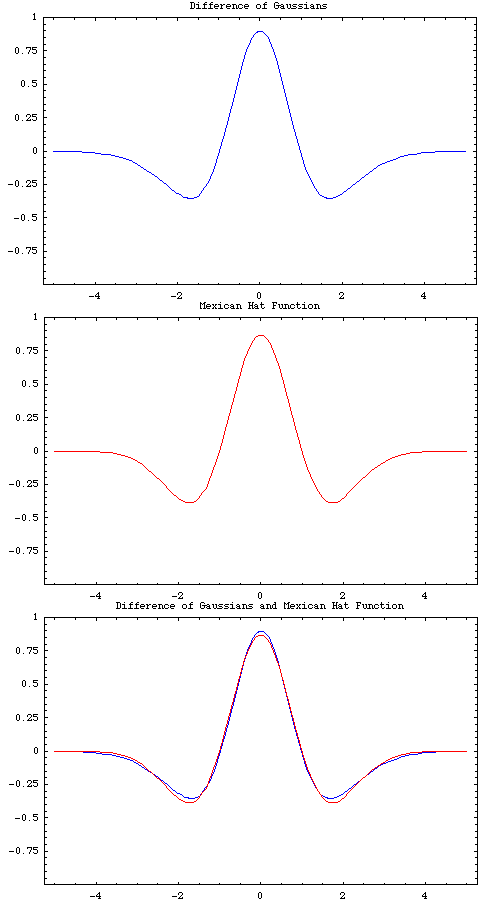
Порівняння різниці гауссіанів із Сомбреровий вейвлет

Дано m-канальне, n-вимірне зображення
{\displaystyle I:\{\mathbb {X} \subseteq \mathbb {R} ^{n}\}\rightarrow \{\mathbb {Y} \subseteq \mathbb {R} ^{m}\}}
Різниця гауссіанів (РГ) зображення {\displaystyle I} — це функція
{\displaystyle \Gamma _{\sigma _{1},\sigma _{2}}:\{\mathbb {X} \subseteq \mathbb {R} ^{n}\}\rightarrow \{\mathbb {Z} \subseteq \mathbb {R} \}}
отримувана шляхом віднімання зображення {\displaystyle I}, згорнутого з гауссіаном дисперсії {\displaystyle \sigma _{2}^{2}}, від зображення {\displaystyle I} згорнутого з гауссіаном вужчої дисперсії {\displaystyle \sigma _{1}^{2}}, де {\displaystyle \sigma _{2}>\sigma _{1}}. За одного виміру {\displaystyle \Gamma } визначають як
{\displaystyle \Gamma _{\sigma _{1},\sigma _{2}}(x)=I*{\frac {1}{\sigma _{1}{\sqrt {2\pi }}}}\,e^{-{\frac {x^{2}}{2\sigma _{1}^{2}}}}-I*{\frac {1}{\sigma _{2}{\sqrt {2\pi }}}}\,e^{-{\frac {x^{2}}{2\sigma _{2}^{2}}}}.}
а для центрованого двовимірного випадку як
{\displaystyle \Gamma _{\sigma ,K\sigma }(x,y)=I*{\frac {1}{2\pi \sigma ^{2}}}e^{-{\frac {x^{2}+y^{2}}{2\sigma ^{2}}}}-I*{\frac {1}{2\pi K^{2}\sigma ^{2}}}e^{-{\frac {x^{2}+y^{2}}{2K^{2}\sigma ^{2}}}}}
що формально рівнозначне
{\displaystyle \Gamma _{\sigma ,K\sigma }(x,y)=I*\left({\frac {1}{2\pi \sigma ^{2}}}e^{-{\frac {x^{2}+y^{2}}{2\sigma ^{2}}}}-{\frac {1}{2\pi K^{2}\sigma ^{2}}}e^{-{\frac {x^{2}+y^{2}}{2K^{2}\sigma ^{2}}}}\right)}
що подає зображення, згорнуте з різницею двох гауссіанів, яка наближує функцію сомбреро.
Зв'язок між оператором різниці гауссіанів та оператором лапласіана гауссіана (сомбреровим вейвлетом) пояснено в додатку A в Ліндебергу (2015).

## Деталі та застосування

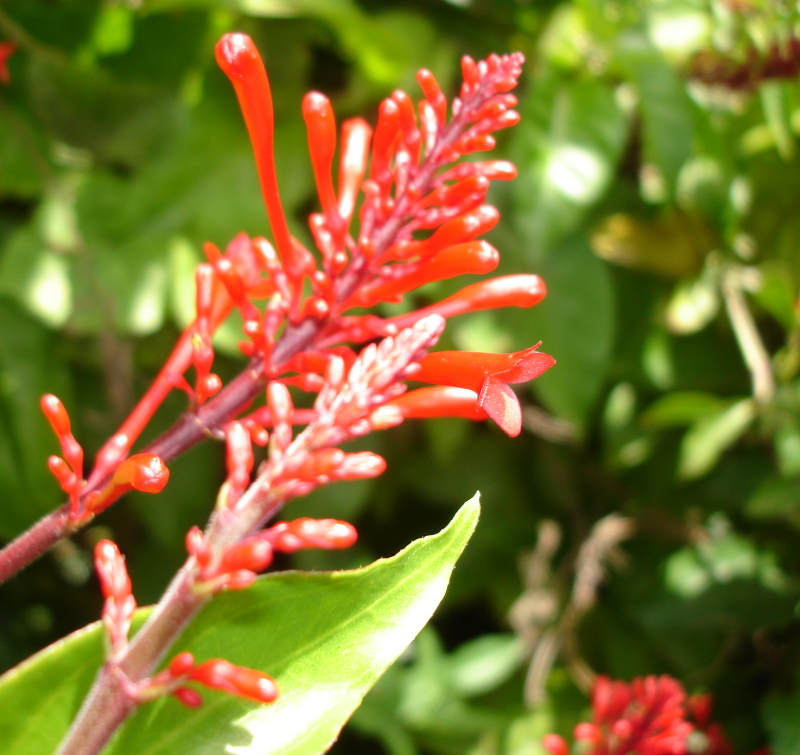
Приклад перед різницею гауссіанів

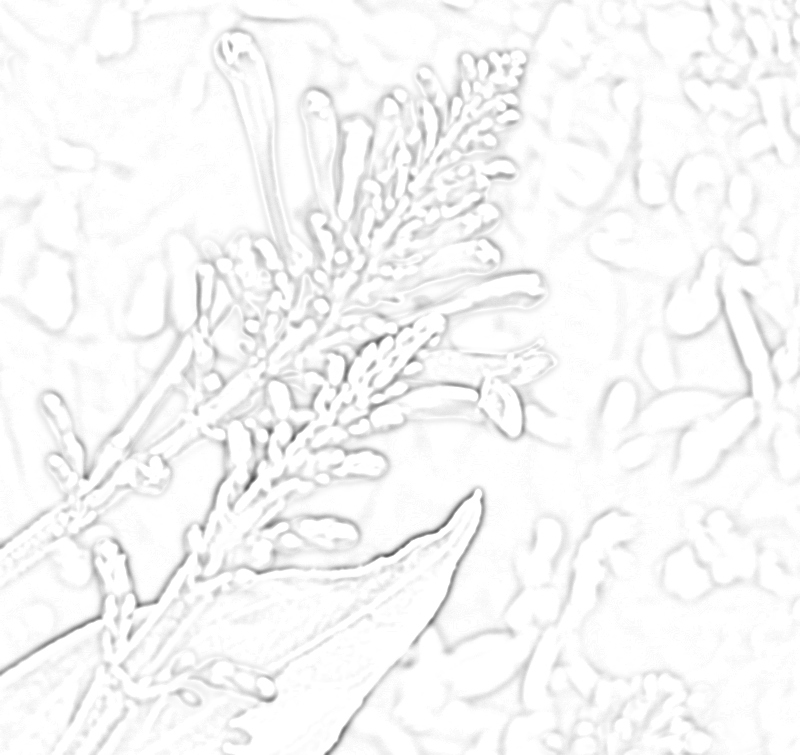
Після фільтрування різницею гауссіанів у чорно-білому

Як алгоритм поліпшування ознак, різницю гауссіанів можливо використовувати для збільшування видимості контурів та інших деталей на цифровому зображенні. Широкий спектр альтернативних фільтрів збільшування різкості контурів працюють, посилюючи високочастотну деталізацію, але оскільки випадковий шум також має високу просторову частоту, багато з цих фільтрів збільшування різкості схильні посилювати шум, що може бути небажаним артефактом. Алгоритм різниці гауссіанів вилучає високочастотні деталі, які часто містять випадковий шум, що робить цей підхід одним із найпридатніших для обробки зображень із високим рівнем шуму. Основним недоліком застосування цього алгоритму є невіддільне зменшення загального контрасту зображення, спричинюване цією операцією.
При використання для поліпшування зображення алгоритм різниці гауссіанів зазвичай застосовують зі співвідношенням розмірів ядра (2) до ядра (1) 4:1 або 5:1. У прикладі зображень праворуч розмір гауссових ядер, використаних для згладжування цього прикладу зображення, становив 10 та 5 пікселів.
Цей алгоритм також можливо використовувати для отримання наближення лапласіана гауссіана, коли співвідношення розміру 2 до розміру 1 приблизно дорівнює 1,6. Лапласіан гауссіана корисний для виявляння контурів, які з'являються в різних масштабах зображення або на різних ступенях його фокусування. Конкретні значення розмірів двох ядер, які використовують для наближення лапласіана гауссіана, визначатимуть масштаб різницевого зображення, яке може в результаті виглядати розмитим.
Різниці гауссіанів також використали для виявляння плям у масштабоінваріантному ознаковому перетворенні. Насправді РГ як різниця двох багатовимірних нормальних розподілів завжди має нульову загальну суму, й згортання її з рівномірним сигналом не породжує відгуку. Вона добре наближує другу похідну гауссіана (лапласіан гауссіана) за K~1,6 та рецептивні поля гангліозних нейронів сітківки за K~5. Її можна легко використовувати в рекурсивних схемах, її використовують як оператор в алгоритмах реального часу для виявлення плям та автоматичного обирання масштабу.

## Додаткова інформація
Вважають, що в своїй роботі алгоритм різниці гауссіанів імітує те, як нейронна обробка в сітківці ока виділяє із зображень деталі, призначені для передачі до мозку.